# Oprea Jogăreanu
Oprea Jogăreanu (n. 16 august 1897, Cacova - d. necunoscut), a fost un deputat în Marea Adunare Națională de la Alba Iulia, organismul legislativ reprezentativ al „tuturor românilor din Transilvania, Banat și Țara Ungurească”, cel care a adoptat hotărârea privind Unirea Transilvaniei cu România, la 1 decembrie 1918.:p. 77

## Biografie
S-a născut la 16 august 1897, în comuna Cacova din județul Sibiu. A fost elev plutonier în armata Austro-Ungară și mai apoi comandant al gărzilor din naționale din comunele Cacova-Sibiel-Săcel din județul Sibiu, fiind în același timp și delegat al acestora la data de 1 decembrie 1918 la Alba Iulia. Între anii 1919-1920 a fost sublocotenent în armata română, fiind prezent la luptele de la Tisa. Din 1920 a început să activeze ca învățător, iar mai apoi ca funcționar și notar.:p. 16

## Activitatea politică

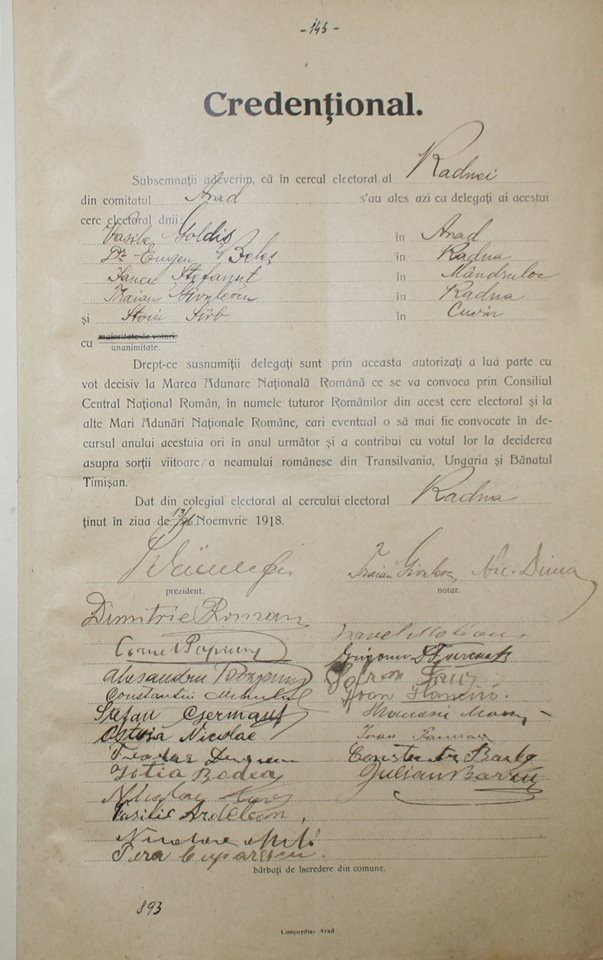
Credențional

Ca deputat în Adunarea Națională din 1 decembrie 1918 a reprezentat ca delegat de drept, comunele Cacova-Sibiel-Săcel.:p. 77:p. 16